# Estação Ferroviária de Vilar do Pinheiro
A Estação Ferroviária de Vilar do Pinheiro, inicialmente denominada de Villar do Pinheiro, foi uma gare ferroviária da Linha do Porto à Póvoa e Famalicão, que servia a localidade de Vilar do Pinheiro, no Concelho de Vila do Conde, em Portugal. Foi substituída pela Estação Vilar do Pinheiro do Metro do Porto.

## História

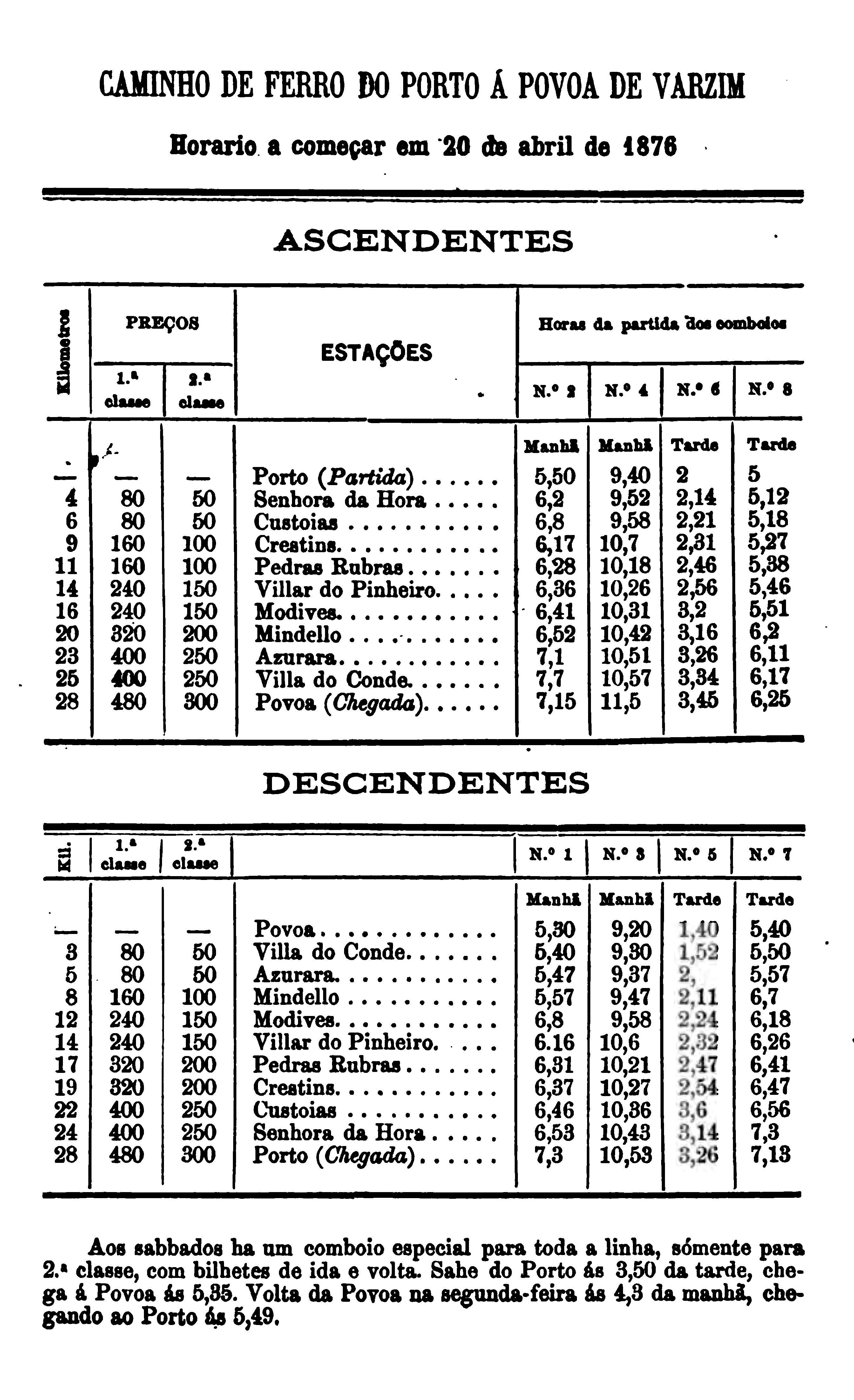
Horário de 1876 do Porto a Póvoa de Varzim. Esta gare aparece com a grafia original, Villar do Pinheiro.

Esta interface fazia parte do troço da Linha da Póvoa entre as Estações de Porto-Boavista e Póvoa de Varzim, que abriu à exploração em 1 de Outubro de 1875, pela Companhia do Caminho de Ferro do Porto à Póvoa.
Em 14 de Janeiro de 1927, a Companhia do Caminho de Ferro do Porto à Póvoa e Famalicão fundiu-se com a Companhia do Caminho de Ferro de Guimarães, formando a Companhia dos Caminhos de Ferro do Norte de Portugal. Em 28 de Julho de 1931, a Companhia do Norte publicou um aviso ao público relativa a uma bonificação transitória sobre remessas de trigo nacional, das estações da Companhia dos Caminhos de Ferro Portugueses para as estações de Senhora da Hora e Vilar do Pinheiro.